# بانک ملی پنجاب
بانک ملی پنجاب (به انگلیسی: Punjab National Bank) شرکت خدمات مالی و بانکداری هندی مستقر در دهلی نو است، که مالک شبکه‌ای از ۵٫۰۰۰ شعبه در ۷۶۴ شهر می‌باشد.
بانک ملی پنجاب از نظر میزان دارایی‌ها، به‌عنوان سومین بانک بزرگ هند شناخته می‌شود، همچنین این بانک با بیش از ۳۷ میلیون مشتری در رتبه ۲۴۸ از بزرگترین بانک‌های جهان قرار دارد. بخشی از سهام این بانک در بازارهای بورس اوراق بهادار بمبئی و بورس اوراق بهادار ملی هند معامله می‌شود.
شعبه‌های بین‌المللی بانک ملی پنجاب در شهرهای دبی، امارات، کابل، اسلو، آلماآتی و شانگهای مستقر می‌باشند.